# 普埃夫利托斯 (新墨西哥州)
普埃夫利托斯（英語：Pueblitos）是位於美國新墨西哥州巴倫西亞縣的普查規定居民點。

## 人口
根據2020年美國人口普查的數據，普埃夫利托斯的面積為5.52平方千米，當中陸地面積為5.51平方千米，而水域面積為0.01平方千米。當地共有人口540人，而人口密度為每平方千米97.83人。